# Via di Panico
Via di Panico är en gata i Rione Ponte i Rom. Gatan, som anlades av påve Paulus III år 1544, löper från Vicolo di San Giuliano till Piazza di Ponte Sant'Angelo. 

## Beskrivning
Det existerar olika teorier om gatunamnets ursprung. Enligt en teori kommer Panico av den familj som en gång i tiden residerade här, medan en annan källa gör gällande att namnet åsyftar en relief som framställer fåglar som pickar kolvhirs, panìco på italienska.
Vid Via di Panico finns två madonnellor, det vill säga gatubilder som framställer Jungfru Maria: Madonna della Pietà och Madonna col Bambino in braccio e S. Filippo Neri inginocchiato in adorazione.

## Bilder
| - Via di Panico på en karta över Rom från år 2017. |